# Rips and Rushes
Rips and Rushes è un cortometraggio muto del 1917 diretto da Lawrence Semon (Larry Semon).

## Produzione
Il film fu prodotto dalla Vitagraph Company of America.

## Distribuzione
Distribuito dalla General Film Company, il film - un cortometraggio in una bobina - uscì nelle sale cinematografiche statunitensi il 5 febbraio 1917.
Ne venne fatta una riedizione che fu distribuita sul mercato americano il 26 gennaio 1920.
Copie della pellicola si trovano negli archivi della Library of Congress e in quelli del New Zealand Film Archive.